# Vernancourt
Vernancourt ist eine französische Gemeinde im Département Marne in der Region Grand Est. Sie hat eine Fläche von 9,08 km² und 82 Einwohner (2022).

## Geografie
Die Gemeinde Vernancourt liegt am Oberlauf der Vière, etwa 25 Kilometer nordöstlich von Vitry-le-François. Umgeben wird Vernancourt von den Nachbargemeinden  Charmont im Nordosten, Bettancourt-la-Longue, Villers-le-Sec und Heiltz-le-Maurupt im Südosten, Vanault-les-Dames im Süden und Südwesten sowie Saint-Jean-devant-Possesse im Nordwesten.

## Bevölkerungsentwicklung
| Jahr                       | 1962 | 1968 | 1975 | 1982 | 1990 | 1999 | 2006 | 2013 | 2018 |
| -------------------------- | ---- | ---- | ---- | ---- | ---- | ---- | ---- | ---- | ---- |
| Einwohner                  | 111  | 98   | 94   | 73   | 76   | 78   | 77   | 89   | 87   |
| Quellen: Cassini und INSEE |      |      |      |      |      |      |      |      |      |